# Sound-on-sound
Sound-on-sound is een opnametechniek uit de tijd van anologe enkelspoorsbandopnemers, en werd uitgevonden door Les Paul.
Vóór de uitvinding van de meersporenbandopnemers moest men het doen met opnameapparaten met één spoor, en moest men een opname van verschillende geluidsbronnen in een keer in zijn geheel opnemen. Om toch verschillende instrumenten apart op te nemen had Les Paul de sound-on-sound techniek bedacht. Eerst werd een opname van een instrument gemaakt. Dan werd de band teruggespoeld, en de bandopnemer opnieuw in de opnamestand gezet. De wiskop werd echter uitgeschakeld, zodat de nieuwe opname zich mengde met de eerdere opname. Dit proces kon naar believen herhaald worden. De oudste opnames gingen door dit overschrijven wel in kwaliteit achteruit.
Met de komst van meersporenbandopnemers verdween op professioneel niveau de behoefte aan de techniek. De techniek bestond na 1960 alleen nog op consumentenbandopnemers.